# 阿莱西娅·贝拉
阿莱西娅·贝拉（義大利語：Alessia Berra，1994年1月17日—），意大利女子游泳运动员。她曾代表意大利参加2016年和2020年夏季残疾人奥林匹克运动会游泳比赛，其中2020年夏季残奥会获得一枚银牌。